# 睦成
睦成（むつなり）は、秋田県横手市の大字。郵便番号は013-0008。人口は896人、世帯数は361世帯（2020年10月1日現在）。旧平鹿郡横手町大字睦成、旧平鹿郡朝倉村大字睦成、旧平鹿郡睦成村、旧平鹿郡明永野村・関根村・三原新田村に相当する。

## 地理
横手市の中心部、横手地域の北東部に位置しており、東で山内大松川、西で上境、北で杉目・杉沢、南で八幡・朝倉町・大鳥町と隣接する。北部を杉沢川、南境を吉沢川が南西方向に流れ、いずれも横手川に合流する。東端には県道272号御所野安田線（旧国道13号）、西部には奥羽本線が南北に縦貫している。東部の鶴谷地・七日市・鶴巻・吉沢上台・追廻では宅地化が進んでおり、中央部を蛇行する横手川の南側には水田地帯が広がっている。水田地帯内には三原・久保目の集落がある。県道沿いの鶴谷地には横手高等学校が立地するほか、区域の一部は奥羽山脈の西部山麓地帯にもかかっており、横手公園の一部にも含まれている。
1965年（昭和40年）の住居表示により、一部が城南町・城山町・新坂町・大鳥町・台所町・明永町・幸町に、1966年（昭和41年）に一部が朝倉町・平城町・中央町に、1976年（昭和51年）に一部が追廻一丁目から三丁目までとなり、残部が未実施のまま現在まで残る。
全域が都市計画区域に含まれるが、区域区分非設定区域となっている。都市計画法上の用途地域では、国道13号の横手バイパス沿いが準工業地域に、県道沿いが第一種中高層住居専用地域に、その中間部が第一種低層住居専用地域に、鶴巻地区が第一種住居地域に指定されている。それ以外の地域は用途地域に指定されていない。
- 河川：横手川
  - 吉沢川、杉沢川
- 湖沼 ：明永湖

### 地名の由来
「睦成」という地名は、古文書の上納米に関する記述でよく見られる「六ツ成（むつなり）」や「四ツ成（よつなり）」といった表記に関係があると考えられている。

### 小字
2024年（令和6年）10月5日時点での「横手市（秋田地方法務局大曲支局）登記所備付地図データ」、デジタル庁公表の「アドレス・ベース・レジストリ」の「秋田県 横手市 町字マスター（フルセット） データセット」、横手市公表のオープンデータによれば、睦成の小字は以下の通りである。
| 町・字 | 町・字       | 出典 | 出典         | 出典       |
| 大字   | 小字         | 登記 | 町字マスター | 行政区一覧 |
| ------ | ------------ | ---- | ------------ | ---------- |
| 睦成   | 字赤平       | ○    | ○            | ×          |
| 睦成   | 字ナメリ沢   | ○    | ○            | ×          |
| 睦成   | 字ヤセ長根   | ○    | ○            | ○          |
| 睦成   | 字一ノ坂     | ○    | ○            | ○          |
| 睦成   | 字下久保目   | ○    | ○            | ○          |
| 睦成   | 字下川原     | ○    | ○            | ×          |
| 睦成   | 字寒沢       | ○    | ○            | ○          |
| 睦成   | 字関根       | ○    | ○            | ○          |
| 睦成   | 字吉沢上台   | ○    | ○            | ○          |
| 睦成   | 字久保目     | ○    | ○            | ○          |
| 睦成   | 字境川原     | ○    | ○            | ○          |
| 睦成   | 字桐台       | ○    | ○            | ○          |
| 睦成   | 字熊野堂     | ○    | ○            | ○          |
| 睦成   | 字三原       | ○    | ○            | ○          |
| 睦成   | 字七間川原   | ○    | ○            | ○          |
| 睦成   | 字七日市     | ○    | ○            | ○          |
| 睦成   | 字助市沢     | ○    | ○            | ○          |
| 睦成   | 字小手ケ沢   | ○    | ○            | ×          |
| 睦成   | 字小滝       | ○    | ○            | ○          |
| 睦成   | 字上川原     | ○    | ○            | ○          |
| 睦成   | 字城付       | ○    | ○            | ○          |
| 睦成   | 字真坂沢     | ○    | ○            | ×          |
| 睦成   | 字真山       | ○    | ○            | ○          |
| 睦成   | 字水上沢     | ○    | ○            | ○          |
| 睦成   | 字清水沢     | ○    | ○            | ○          |
| 睦成   | 字西久保目   | ○    | ○            | ○          |
| 睦成   | 字千手沢     | ○    | ○            | ○          |
| 睦成   | 字足駄塒     | ○    | ○            | ○          |
| 睦成   | 字大滝       | ○    | ○            | ○          |
| 睦成   | 字大沢       | ○    | ○            | ○          |
| 睦成   | 字大鳥井山下 | ○    | ○            | ○          |
| 睦成   | 字滝ノ沢     | ○    | ○            | ○          |
| 睦成   | 字中川原     | ○    | ○            | ○          |
| 睦成   | 字長坂       | ○    | ○            | ○          |
| 睦成   | 字長者森     | ○    | ○            | ○          |
| 睦成   | 字追回       | ○    | ○            | ○          |
| 睦成   | 字鶴ケ首     | ○    | ○            | ○          |
| 睦成   | 字鶴巻       | ○    | ○            | ○          |
| 睦成   | 字鶴谷地     | ○    | ○            | ○          |
| 睦成   | 字碇         | ○    | ○            | ○          |
| 睦成   | 字田ノ沢     | ○    | ○            | ○          |
| 睦成   | 字土佐悪戸   | ○    | ○            | ×          |
| 睦成   | 字東馬川原   | ○    | ○            | ○          |
| 睦成   | 字糖塚       | ○    | ○            | ×          |
| 睦成   | 字八幡田     | ○    | ○            | ○          |
| 睦成   | 字北三原     | ○    | ○            | ○          |
| 睦成   | 字明永       | ○    | ○            | ○          |
| 睦成   | 字柳沢       | ○    | ○            | ○          |

## 歴史
現在の横手市睦成は、1876年（明治9年）に成立した旧平鹿郡睦成村を直接の前身とするが、それ以前は旧平鹿郡明永野村（みょうえいのむら）・関根村（せきねむら）・三原新田村（みはらしんでんむら）の3村にそれぞれ分かれていた。
正保4年（1647年）の『出羽国知行高目録 下』では、関根村のみが村名として見られる。享保年間までの村高を記録した郷帳に記載された町名を調べた『平鹿郡御黒印吟味覚書』では、関根村はそのままの村名で記載されている一方、明永野村は記載が確認されず、三原村については新田村として正保期に一度だけ登場するが、それ以外の記録では確認されていない。享保15年（1730年）の『六郡郡邑記』によれば、三原村の戸数は11軒で、延宝元年（1673年）に関根村・杉目村・上境村の3村の入会原野を横手給人吉沢宗四郎が開墾した新田村であり、それ以前は関根村の一部であったとされていた。新田村として開墾されたが、六郡郡邑記では新田の字が削除されており、支郷として中川原村（家数4軒）・平城村（同1軒）があったとされている。一方、関根村の戸数は2軒で、支郷として久保野目村（家数14軒）、延宝7年（1679年）に横手給人菅生庄之助の忠進開で新田開発された明永野村（家数4軒）・大鳥井山村（家数3軒）があったとされるが、菅江真澄の『雪の出羽路 平鹿郡』では、大鳥井山村は無いとされ、明永野村は「横手明永野村」として記載されている。また、三原村は雪の出羽路において「三原新田村」とも記載され、支郷として堰根村（家数6軒）を加え、平城村は廃村になったと記されている。明永野村については、関根村の支郷としての明永野ともう一方の明永野が見られるが、同一のものか別のものかは判然としない。宝永から享保年間の郡村改めの際、黒印村寄郷に昇格するが、北接する見入野新田村との村境が横手川湖畔の開発が入り組み錯誤しており、村高の確定が困難だったと伝えられている。

### 沿革
- 1873年（明治6年）2月 - 三原新田村[注釈 1]・関根村・明永野村が秋田県第6大区小1区に属する[19]。
- 1876年（明治9年） - 三原新田村[注釈 1]・関根村・明永野村が合併し、睦成村となる[17][16]。
- 1887年（明治20年）4月 - 石町小学校が「睦成尋常小学校」と改称し、八幡村から睦成村字碇に校舎を移転[20]。朝倉小学校の前身。
- 1889年（明治22年）4月 - 町村制施行に伴い、睦成村・静町村・杉目村・杉沢村・八幡村が合併し、朝倉村となる[19]。睦成村は朝倉村大字睦成となる[17]。
- 1898年（明治31年）3月21日 - 横手高等学校の前身となる「秋田県第三尋常中学校」が、朝倉村睦成字鶴谷地に開校[21]。
- 1933年（昭和8年）4月15日 - 朝倉村が横手町に編入[22][23]。横手町大字睦成となる[17]。
- 1951年（昭和26年）4月1日 - 栄村と旭村が横手町に編入、同時に市制施行して横手市（初代）となる[24]。横手市睦成となる[17]。
- 1966年（昭和41年）
  - 6月1日 - し尿処理施設の横手衛生センターが、睦成字七日市にて運転開始[25][26]。
  - 6月2日 - 市営ごみ焼却施設が、睦成字七日市にて運転開始[25]。
- 1978年（昭和53年）5月28日 - 睦成字城付に造成された、横手市いこいの森が完成[27]。
- 1980年（昭和55年）4月1日 - みいりの保育園が、睦成字吉沢上台に開園[28]。

### 町名の変遷
睦成から分離して住居表示が施行された町名の変遷は以下の通りとなる。
| 実施後     | 実施年月日     | 実施前                 | 備考 |
| ---------- | -------------- | ---------------------- | ---- |
| 城南町     | 昭和40年4月1日 | 睦成字清水沢（一部）   |      |
| 城南町     | 昭和40年4月1日 | 睦成字千手沢（一部）   |      |
| 城山町     | 昭和40年4月1日 | 睦成字城付（一部）     |      |
| 城山町     | 昭和40年4月1日 | 睦成字大谷地           |      |
| 新坂町     | 昭和40年4月1日 | 睦成字明永（一部）     |      |
| 新坂町     | 昭和40年4月1日 | 睦成字台所館（一部）   |      |
| 新坂町     | 昭和40年4月1日 | 睦成字大鳥井山（一部） |      |
| 大鳥町     | 昭和40年4月1日 | 睦成字大鳥井山（一部） |      |
| 台所町     | 昭和40年4月1日 | 睦成字台所館（一部）   |      |
| 台所町     | 昭和40年4月1日 | 睦成字追廻（一部）     |      |
| 明永町     | 昭和40年4月1日 | 睦成字明永（一部）     |      |
| 明永町     | 昭和40年4月1日 | 睦成字台所館（一部）   |      |
| 明永町     | 昭和40年4月1日 | 睦成字追廻（一部）     |      |
| 幸町       | 昭和40年4月1日 | 睦成字明永入口         |      |
| 幸町       | 昭和40年4月1日 | 睦成字上中川原（一部） |      |
| 幸町       | 昭和40年4月1日 | 睦成字明永（一部）     |      |
| 幸町       | 昭和40年4月1日 | 睦成字台所館（一部）   |      |
| 朝倉町     | 昭和41年4月1日 | 睦成字碇（一部）       |      |
| 朝倉町     | 昭和41年4月1日 | 睦成字上関根（一部）   |      |
| 朝倉町     | 昭和41年4月1日 | 睦成字真山（一部）     |      |
| 平城町     | 昭和41年4月1日 | 睦成字上関根（一部）   |      |
| 平城町     | 昭和41年4月1日 | 睦成字町尻（一部）     |      |
| 中央町     | 昭和41年4月1日 | 睦成字町尻（一部）     |      |
| 追廻一丁目 | 昭和53年8月1日 | 睦成字追廻（一部）     |      |
| 追廻二丁目 | 昭和53年8月1日 | 睦成字追廻（一部）     |      |
| 追廻三丁目 | 昭和53年8月1日 | 睦成字追廻（一部）     |      |
| 追廻三丁目 | 昭和53年8月1日 | 睦成字柳沢（一部）     |      |

## 世帯数と人口
2020年（令和2年）10月1日現在の世帯数と人口は以下の通りである。
| 大字 | 世帯数  | 人口  |
| ---- | ------- | ----- |
| 睦成 | 361世帯 | 896人 |

### 人口・世帯数の推移
以下は国勢調査による1995年（平成7年）以降の人口の推移。
| 年                 | 人口  |
| ------------------ | ----- |
| 1995年（平成7年）  | 1,097 |
| 2000年（平成12年） | 1,159 |
| 2005年（平成17年） | 1,135 |
| 2010年（平成22年） | 1,184 |
| 2015年（平成27年） | 1,097 |
| 2020年（令和2年）  | 896   |

以下は国勢調査による1995年（平成7年）以降の世帯数の推移。
| 年                 | 世帯数 |
| ------------------ | ------ |
| 1995年（平成7年）  | 321    |
| 2000年（平成12年） | 388    |
| 2005年（平成17年） | 384    |
| 2010年（平成22年） | 344    |
| 2015年（平成27年） | 316    |
| 2020年（令和2年）  | 361    |

## 小・中学校の学区
市立小・中学校に通う場合、学区（校区）は以下の通りとなる。
| 小字 | 小学校               | 中学校               |
| --- | -------------------- | -------------------- |
| 助市沢・千手沢・清水沢 | 横手市立横手南小学校 | 横手市立横手南中学校 |
| 境川原・北三原・三原・西久保目・関根 中川原・下久保目（奥羽本線より西側の地域） 上川原（奥羽本線より西側で、かつ国道13号より西側の地域） 久保目（国道13号より西側の地域） | 横手市立横手北小学校 | 横手市立横手北中学校 |
| その他の地域 | 横手市立朝倉小学校   | 横手市立横手北中学校 |

## 交通

### 鉄道
西部を奥羽本線が通っているが、駅はない。最寄り駅は■奥羽本線、■北上線の横手駅。

### 道路
- 国道13号（横手バイパス）
- 秋田県道272号御所野安田線
- 奥羽山麓大規模農道（みずほの里ロード）

## 施設
- 熊野神社[注釈 2]（字関根52番地）[36]
祭神：伊邪那岐大神・伊邪那美神・天照大神・菊理比咩大神・犬年神・御年神・若年神・大国主神・宇迦之御魂大神、祭日：9月9日[36]
弘安年間に久保目にて創立されたちされ、現存する寄進帳によると、享保9年（1724年に建立している。その祠は1932年（昭和7年）に解体され、現在の祠は隣りにあった竹駒稲荷神社の祠を移動したもの[36]。
- 三吉神社（字大谷地）[36]
祭神：三吉大神・大山祇神、祭日：10月12日[36]
開創年代は不明[36]。
- 秋田県立横手高等学校（字鶴谷地68番地）
- 横手市立朝倉小学校（字碇185番地）[37]
- 横手いこいの森（字城付）[38]
- 横手衛生センター（字七間川原53番地2）[39]